# 福岡県道286号黒山広渡線
福岡県道286号黒山広渡線（ふくおかけんどう286ごう くろやまひろわたりせん）は、福岡県遠賀郡岡垣町から遠賀郡遠賀町に至る一般県道である。

## 概要

### 路線データ
- 起点：福岡県遠賀郡岡垣町大字黒山（黒山三差路交差点、国道495号交点）
- 終点：福岡県遠賀郡遠賀町大字広渡（福岡県道27号直方芦屋線交点）
- 延長：5,465 m

## 地理

### 通過する自治体
- 遠賀郡岡垣町
- 遠賀郡遠賀町

### 交差する道路
| 交差する道路            | 市町村名 | 市町村名 | 交差する場所 | 交差する場所            |
| ----------------------- | -------- | -------- | ------------ | ----------------------- |
| 国道495号               | 遠賀郡   | 岡垣町   | 大字黒山     | 黒山三差路交差点 / 起点 |
| 福岡県道287号岡垣宗像線 | 遠賀郡   | 岡垣町   | 大字山田     | 前牟田橋交差点          |
| 福岡県道285号浜口遠賀線 | 遠賀郡   | 遠賀町   | 松の本6丁目  | 松の本北交差点          |
| 福岡県道27号直方芦屋線  | 遠賀郡   | 遠賀町   | 大字広渡     | 終点                    |

### 沿線
- イオン岡垣店
  - スーパービバホーム岡垣店
  - セリアイオン岡垣店
- 遠賀町立広渡小学校